# Váró Márton
Váró Márton (született 1943. március 15.) monumentális közéleti művészetéért elismert magyar szobrász.

## Életrajz
Váró Márton Székelyudvarhelyen született, és a kolozsvári Ion Andreescu Művészeti Intézetben járt (1960-1966), ahol szobrászatot tanult. 1970-ben Debrecenbe költözött, ahol hamarosan több köztéri szobrot is készített. 1984-ben Munkácsy Mihály-díjjal tüntették ki. 
Az 1988-ban Fulbright-ösztöndíjas Váró a kaliforniai Orange megyébe költözött, ahol azonnal csatlakozott az irvine-i Kaliforniai Egyetemhez. Az Egyesült Államokban töltött első évei az építészet és a szobrászat kapcsolatának tanulmányozására összpontosítottak. 1990-ben a kaliforniai Brea városának művésze lett egy nyilvános művészeti projektben. 
Váró jelenleg Kaliforniában él és dolgozik, a nyarakat az olaszországi Carrarában tölti, ahol márványa származik. 

## Művek
Váró Márton elsősorban a carrarai márványt használja szobrai médiumaként; azonban más kövekkel is dolgozik, mint például a texasi mészkővel, amely az "Angyalok" anyaga volt a Ft. Worth, TX-i Bass Performance Hallban. Életnagyságú szobrairól ismert, amelyek figuratív jellegűek. Szobrai gyakran ábrázolnak leterített női alakokat, amelyek gyakran abból a kőtömbből emelkednek ki, amelyből faragták őket. A szobrászathoz való hozzáállása hű a klasszikus formához, közvetlenül a márványba vagy a kőbe farag, ahogy a mesterek, mint Michelangelo – valójában Váró márványa ugyanabból az olaszországi carrarai kőbányából származik, mint Michelangeloé . Az Ave Maria Oratórium templom homlokzatán Váró 30 méter magas Angyali üdvözlet szobra látható, amelyen Gábriel arkangyal „Ave Maria” ( Üdvözlégy Mária ) szavakkal köszönti Szűz Máriát, kisebb méretű Krisztus, a Jó Pásztor ábrázolásával. belső.   

## Díjak és ösztöndíjak
- 1991 Ladányi Alapítvány, New York
- 1989 Fulbright-ösztöndíj, University of California, Irvine
- 1984 Munkácsy-díj

## Fontosabb munkái
- Budapest Kongresszusi Központ, dombormũ, süttói mészkő
- Debrecen Emlékmű kõszobor a Centrum szálloda udvarán
- Szombathely városháza fadombormű
- Béke Emlékmű, Palm Desert, California
- Angyalok Fort Worth operaház homlokzatán, mészkõ
- Angyali Üdvözlet, Ave Maria város temploma homlokzatán
- Fellendülõ Forgás, Carrarai márvány, Santa Ana, California
- Energia, Carrarai márvány, Santa Ana, California

## Könyvek
- Watson, Ronald. 1999. "Angels on High: Márton Váró 's Limestone Angels on the Nancy Lee and Perry Bass Performance Hall in Fort Worth, Texas". Texas Christian University Press. ISBN 0-87565-204-2, ISBN 978-0-87565-204-7

## Külső hivatkozások
- Hivatalos weboldal